# Пинцет

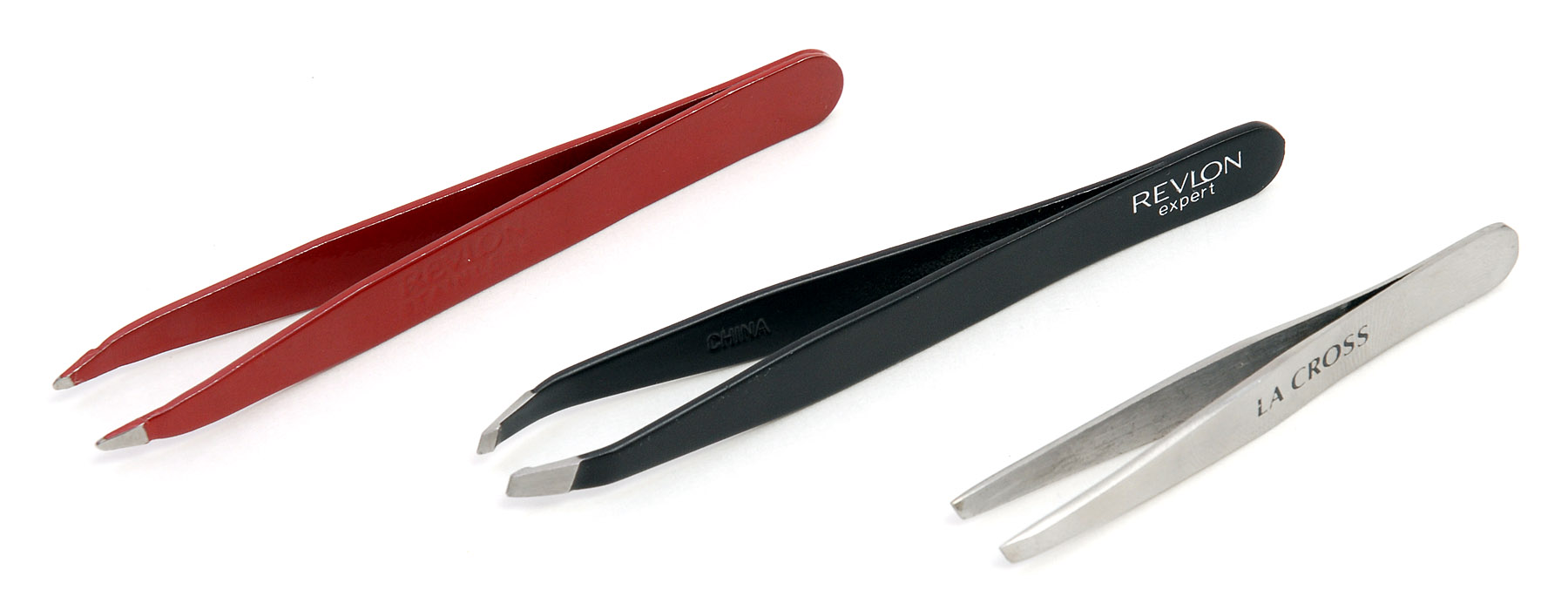
Различные виды современных пинцетов

Пинцет (от фр. pincette — щипчики) — инструмент, приспособление для манипуляции небольшими предметами, которые невозможно, неудобно либо нежелательно или опасно брать незащищёнными руками.
Пинцет состоит из двух рычагов второго рода, соединённых вместе в одном закрепленном конце (точка опоры каждого рычага), с браншами на другой стороне. 
Пинцет используется во многих областях, таких, как медицина, промывка золота, при ручной работе со многими вещами (например, модели, часы, печатные платы), в косметике (для выщипывания волос, бровей), в филателии и т. д.

## История
Импровизированные пинцеты применялись везде и всегда, когда в этом возникала необходимость. Например, выщипывали волосы с помощью створок ракушек или надломанной палочки. С появлением металлов из них стали изготовлять и пинцеты, которые могли входить в косметические и медицинские наборы. Пожалуй, наибольшей популярностью пинцеты пользовались в Южной Америке андского региона. Об этом свидетельствует присутствие медных и золотых пинцетов (иногда по нескольку штук) среди погребального инвентаря древних культур.

Исторические примеры пинцетов
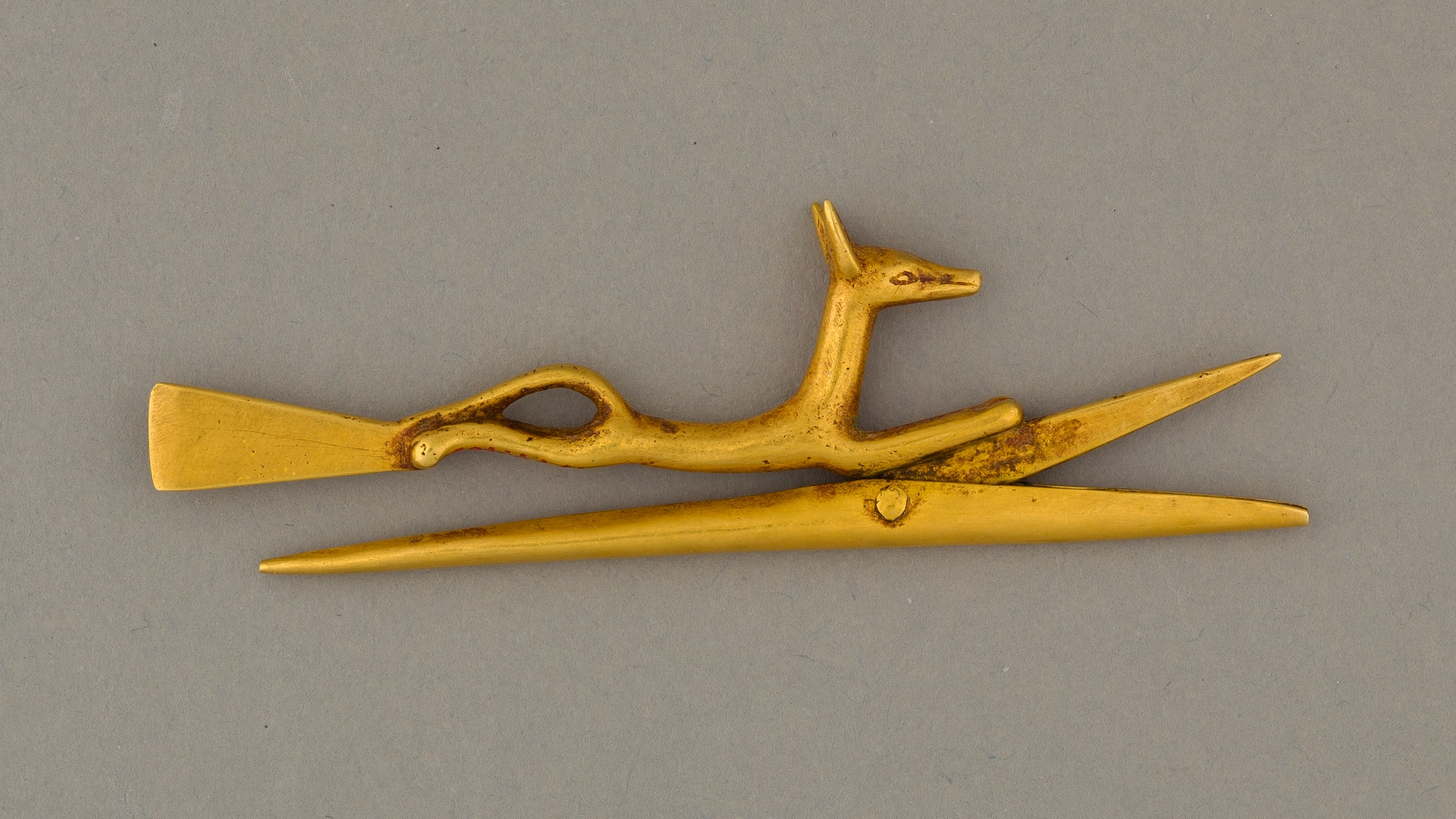
Древнеегипетский пинцет-бритва ок. 1560 –1479 годов до н.э. из золота. Метрополитен-музей
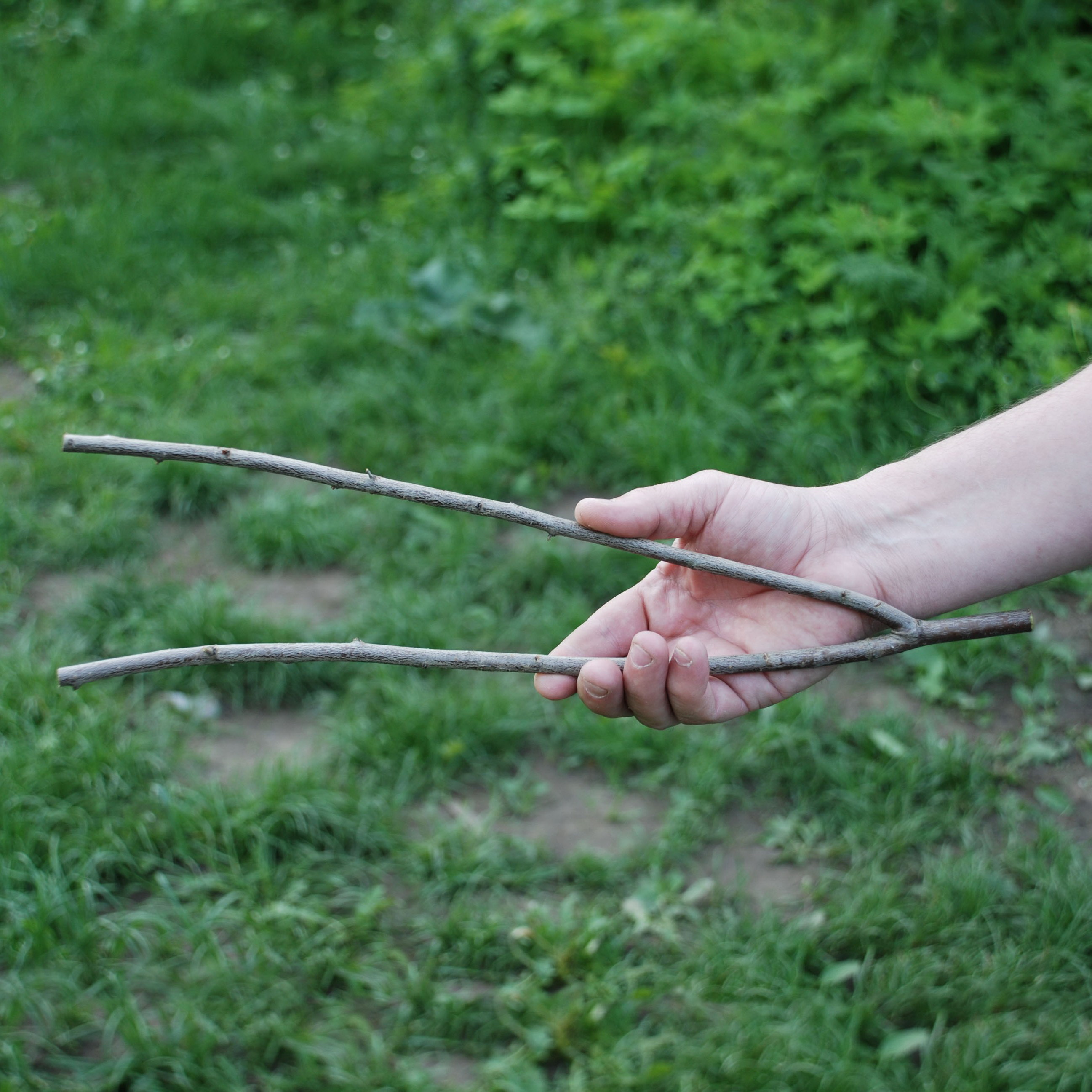
Пинцет, изготовленный из деревянной ветви
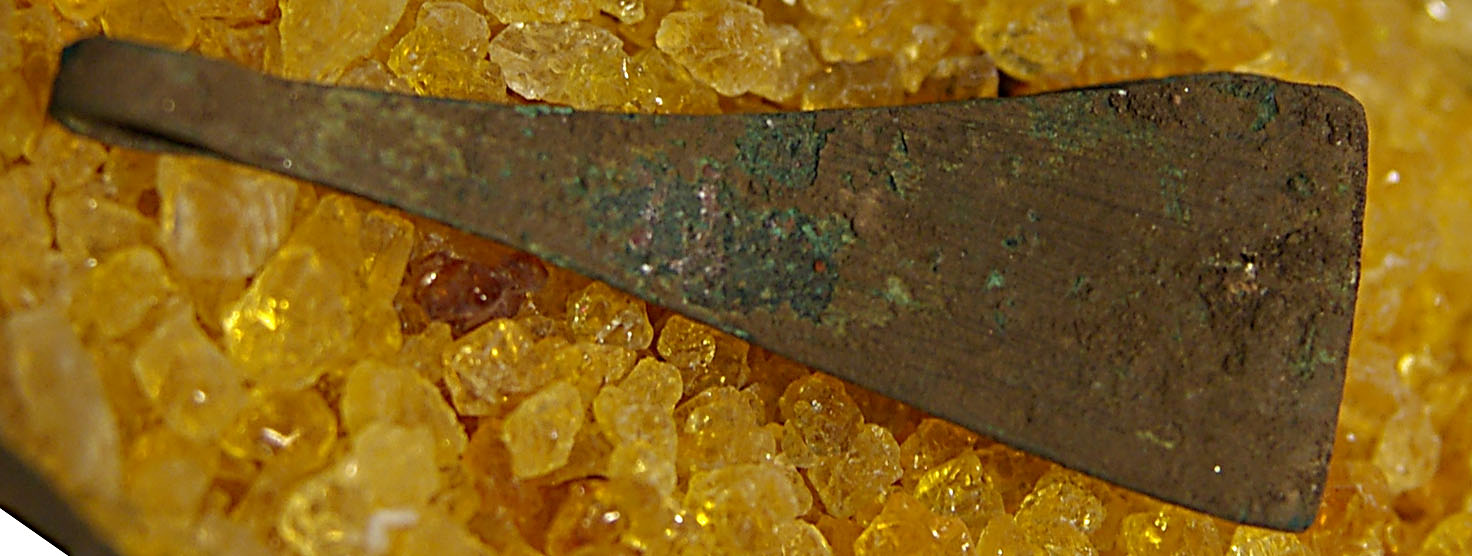
Пинцет бронзового века из Швеции
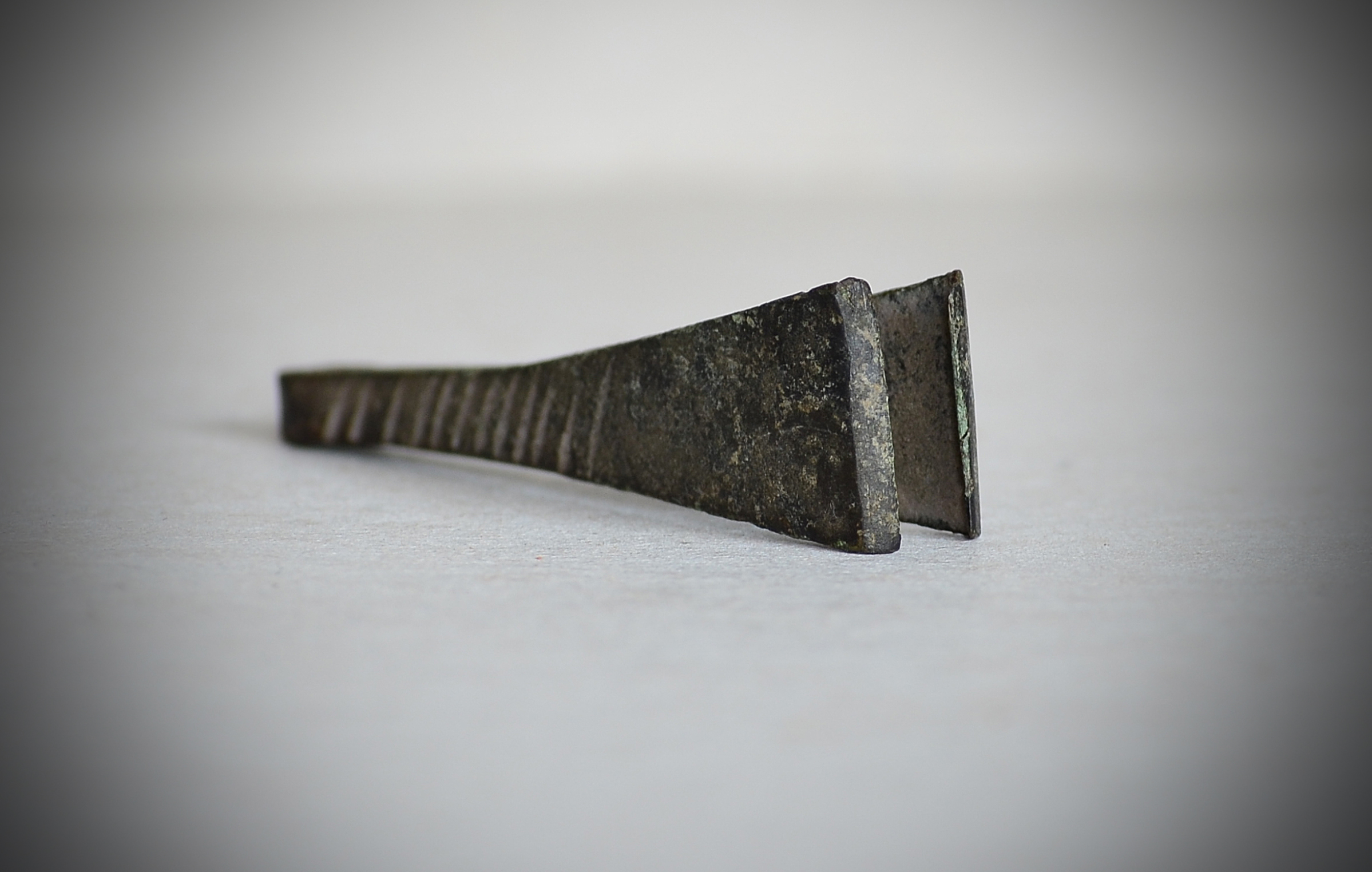
Древнерусский пинцет. Рязанское княжество
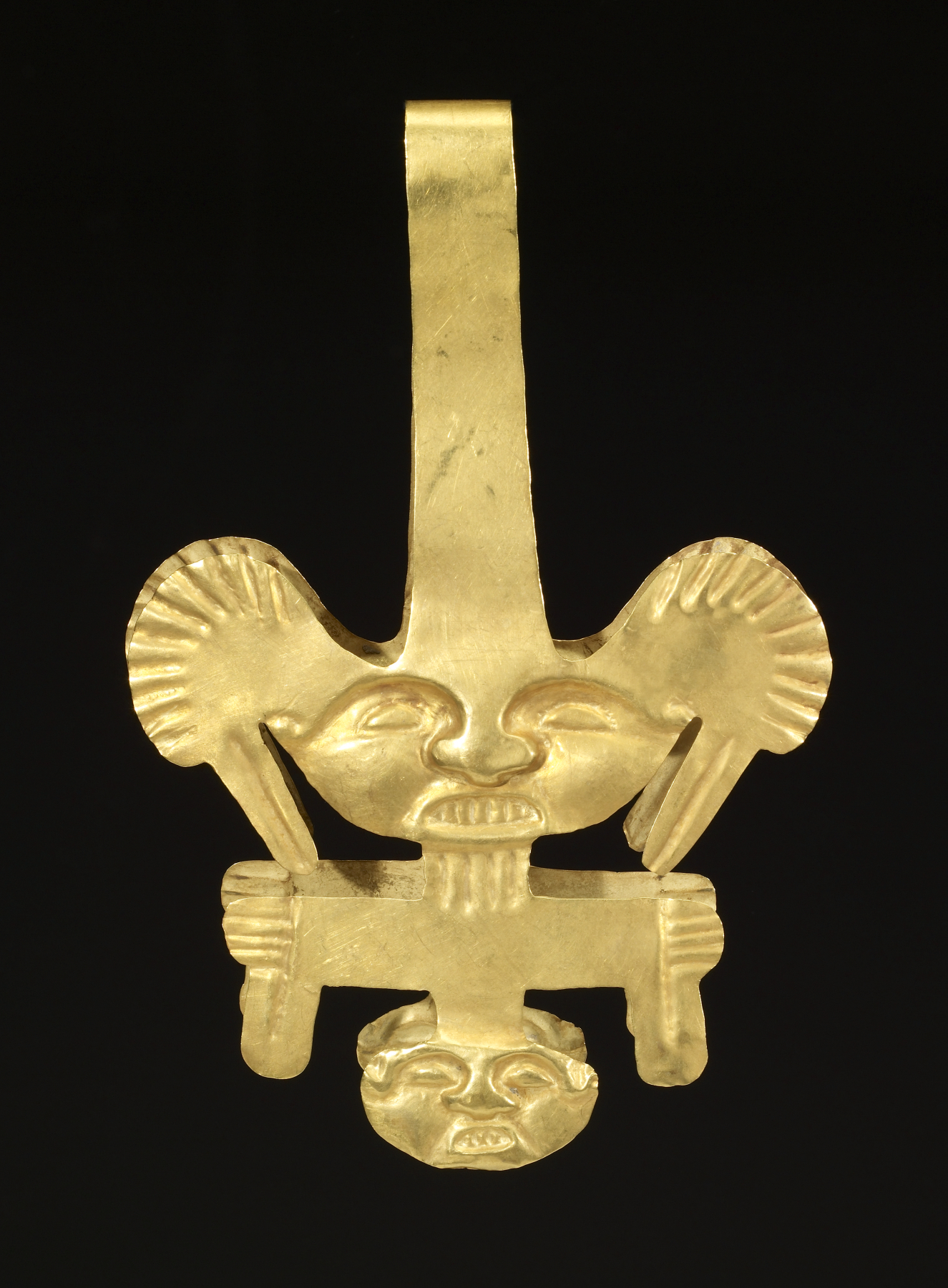
Церемониальный золотой пинцет из Колумбии

## Разновидности и примеры применения
Пинцет может иметь разную форму концевой части, включая точечную, прямую и сужающуюся.

### В науке
Существуют специализированные разновидности пинцетов, применяемых в различных областях современной науки:
- Оптические пинцеты используют свет для манипуляции с микроскопическими объектами, размером с единичный атом. Давление излучения от сфокусированного луча лазера способно захватывать маленькие частицы. В биологических науках эти инструменты используются, чтобы приложить силы порядка пиконьютонов, чтобы измерить смещение в нанометровом диапазоне для объектов размером от 10 нанометров до 100 миллиметров.
- Магнитные пинцеты используют магнитные поля, чтобы управлять одиночными молекулами (такими, как ДНК) при помощи парамагнитного взаимодействия. На практике представляют собой набор магнитных ловушек, созданных для манипуляции отдельными биомолекулами и измерения сверхмалых сил, действующих на их поведение.
- Молекулярные пинцеты представляют собой нецикличные молекулы, у которых есть две руки, способные захватывать другие молекулы через нековалентные связи.
- Вакуумные пинцеты используются при монтаже микросхем и в ювелирном деле. Предметы размером от 100 мкм удерживаются за счёт создания разрежения воздуха.

### В медицине
Пинцеты являются основными вспомогательными инструментами, необходимыми при любой операции или перевязке.
- Анатомический пинцет имеет на конце насечки, позволяющие мягко удерживать ткани и не травмировать их, но их удержание не прочно. Анатомическими пинцетами пользуются при вмешательствах на нежных тканях (на ЖКТ, сосудах)[4].
- Хирургические пинцеты, благодаря браншам, снабжённым зубчиками, хорошо и надёжно удерживают плотные ткани — фасции, апоневроз, кожу. Но они травмируют нежные ткани[5].
- Нейрохирургический пинцет[6]:
  - пинцет для захватывания мелких сосудов с целью их электрокоагуляции,
  - окончатый пинцет для захватывания опухолей мозга.

Медицинские пинцеты
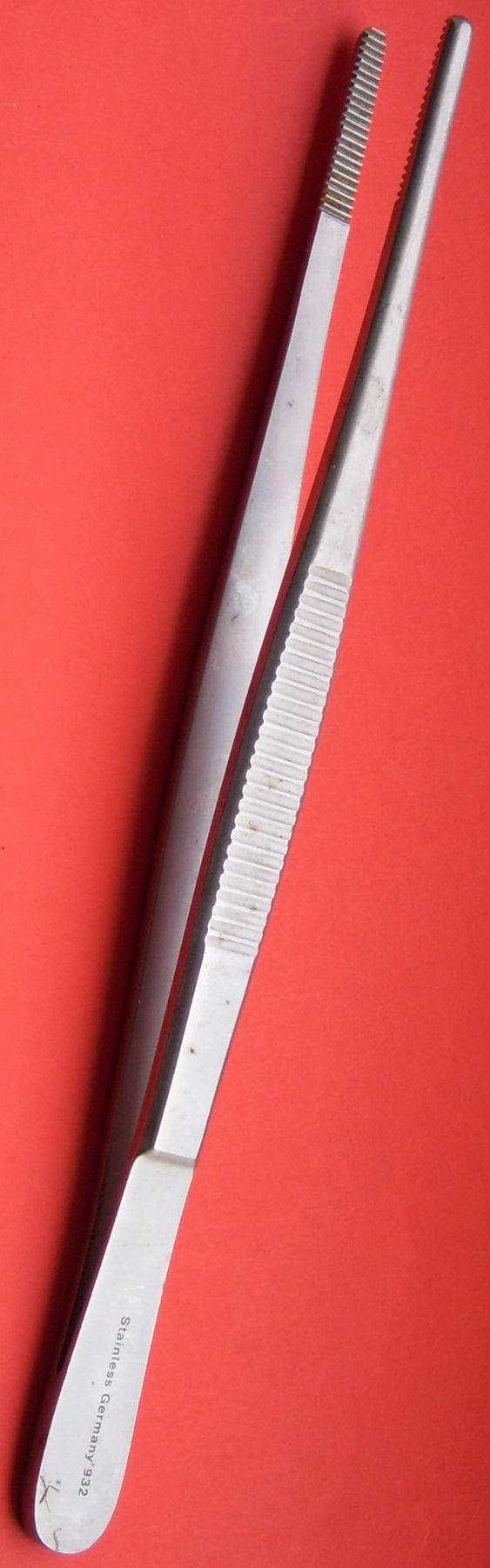
Анатомический пинцет
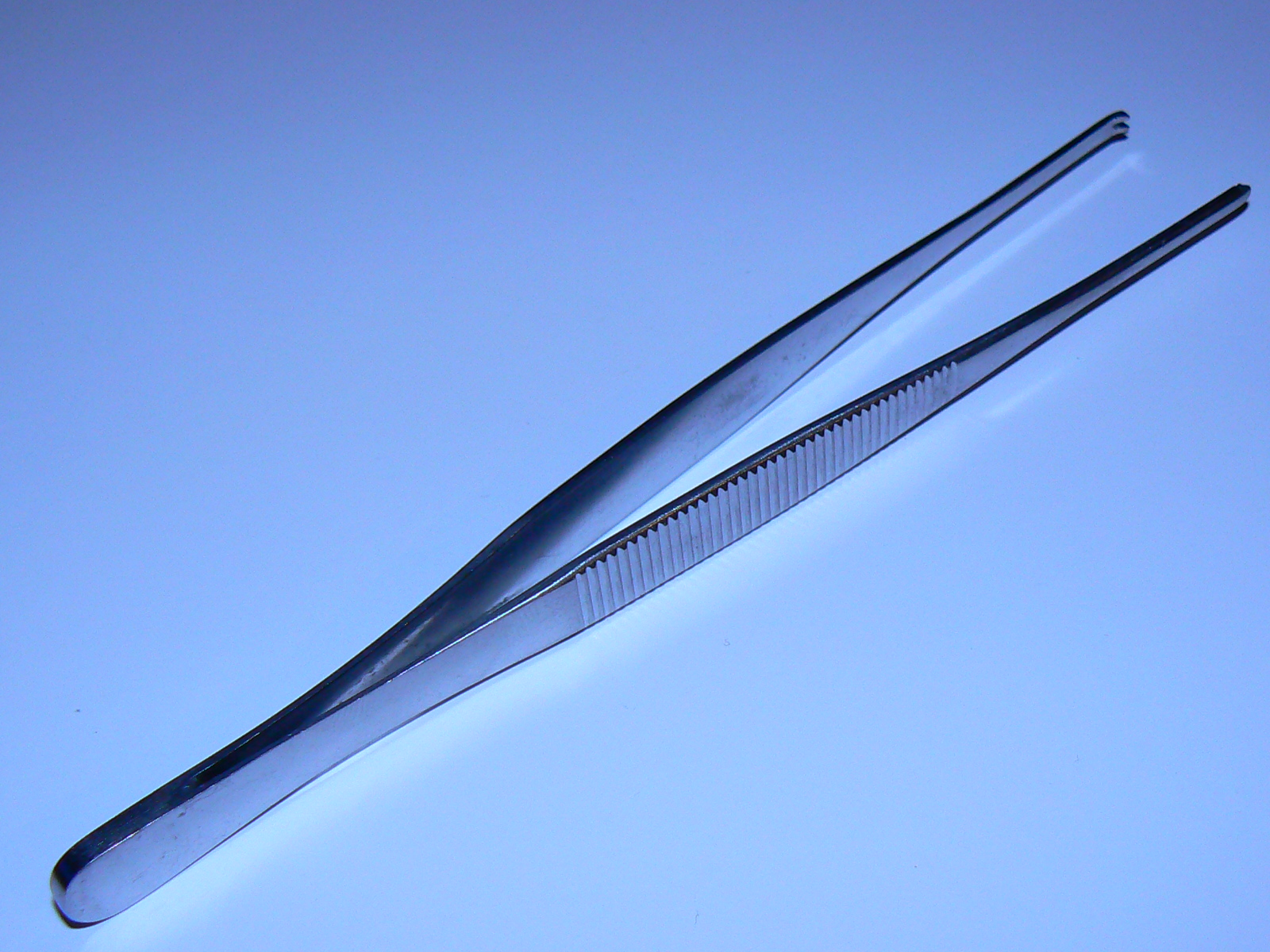
Хирургический пинцет
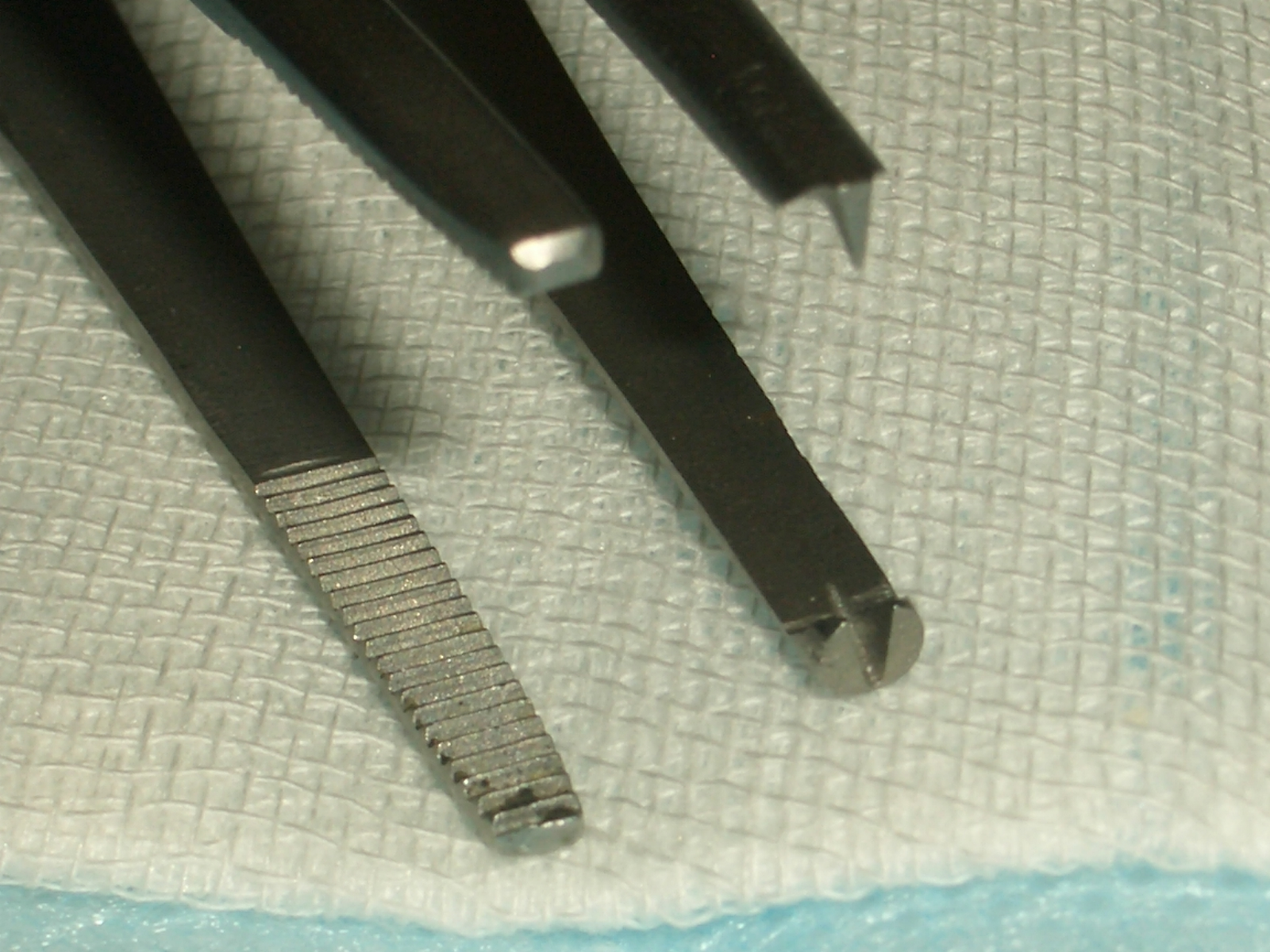
Рабочие части анатомического и хирургического пинцетов

### В филателии
Широко применяется филателистами, являясь неизменным атрибутом коллекционирования почтовых марок. Используется для предохранения марок от загрязнений и повреждений, например, при переносе марок на другое место кляссера (альбома).
Выпускают металлические (хромированные, никелированные) и пластмассовые пинцеты, но последние плохо удерживают марку и быстро ломаются. Не рекомендуется применять медицинские пинцеты с острыми и (или) рифлёными концами, так как они способны повредить марку.

Филателистические пинцеты
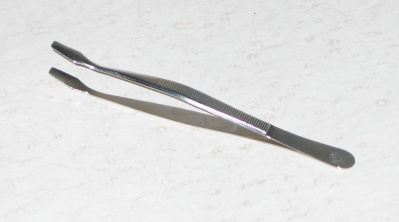
Обычный пинцет с плоскими наконечниками, используемый филателистами
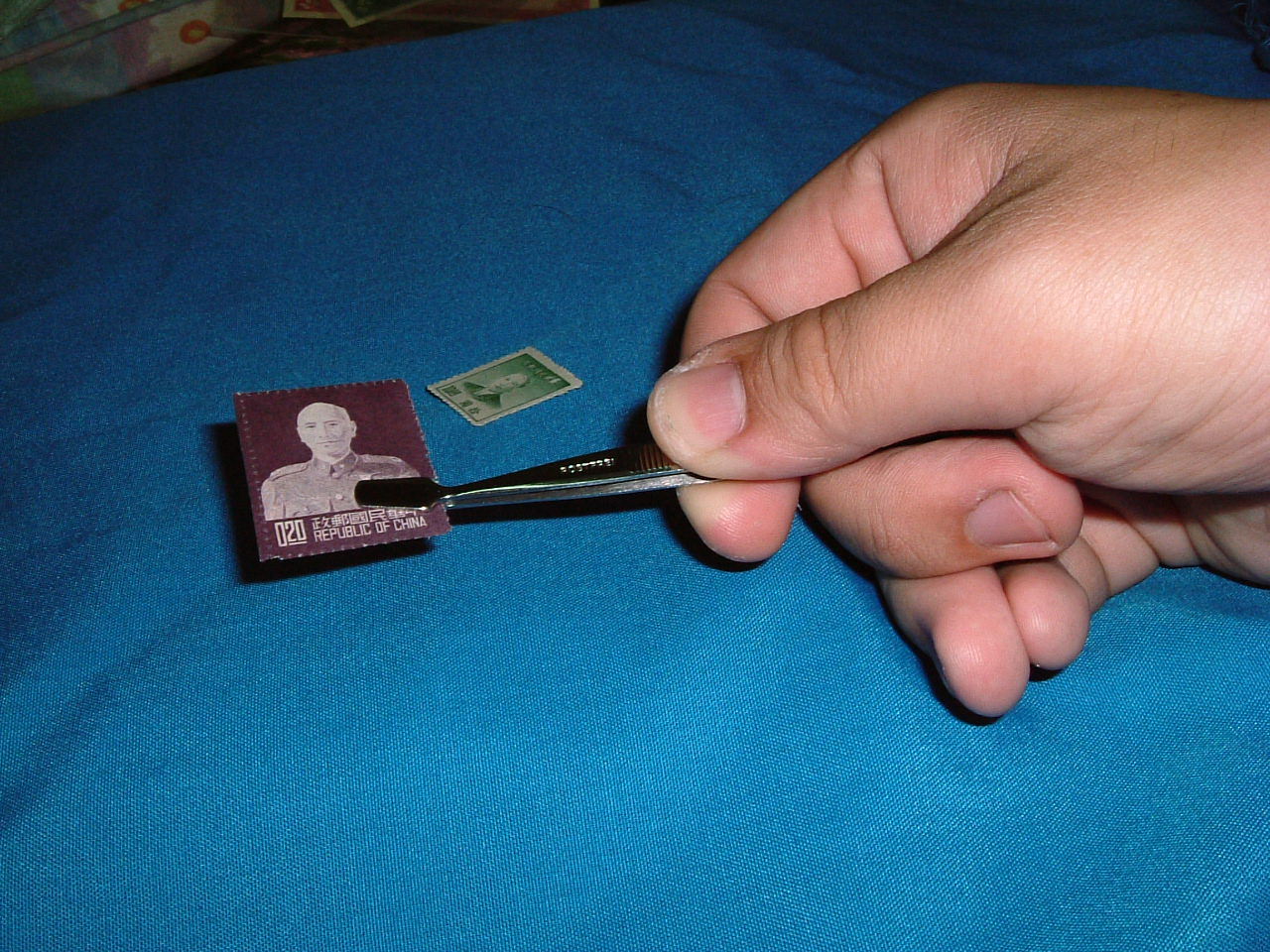
Как правильно держать марку пинцетом